# Ebenia claripennis
Ebenia claripennis là một loài ruồi trong họ Tachinidae.